# 林國材
林國材（1539年—？），字崇元，號澄洲，浙江台州府黃巖縣人，民籍，明朝政治人物。

## 生平
隆慶元年（1567年）舉丁卯科浙江鄉試第十二名，萬曆五年（1577年）丁丑科會試第一百十四名，登三甲第一百八十九名進士。授潜山知縣，調萬安縣，十六年五月选授山西道御史，十七年二月升山东按察司佥事。

## 家族
曾祖林文綱；祖父林季恂；父林良川。母詹氏。严侍下。